# Kao Wei-chien
Kao Wei-chien – tajwańska zapaśniczka w stylu wolnym. Siódma na mistrzostwach świata w 2000. Piąta na igrzyskach azjatyckich w 2002. Srebrna medalistka mistrzostw Azji w 2000 i 2003 roku.